# Nedra Gäddtjärnen
Nedra Gäddtjärnen är en sjö i Rättviks kommun i Dalarna och ingår i Dalälvens huvudavrinningsområde.